# Visione dei troni
La Visione dei troni è la nona delle ventotto scene del ciclo di affreschi delle Storie di san Francesco della Basilica superiore di Assisi, attribuiti a Giotto. Fu dipinta verosimilmente tra il 1295 e il 1299 e misura 230x270 cm.

## Descrizione e stile
Questo episodio appartiene alla serie della Legenda maior (VI,6) di san Francesco: "Visione di un compagno di san Francesco che vide in cielo molti seggi, e uno, più degli altri degno, d'ogni gloria rifulgente; e udì una voce che diceva: «Questo seggio fu di uno degli angeli che caddero, e ora è riservato all'umile Francesco»." 
La scena ha un impianto molto semplice, ma molto eloquente. In alto è disposto il trono vuoto di Francesco, che ricorda l'etimasia, con accanto altri quattro troni più piccoli. 
Mentre il frate ha la visione, l'angelo indica Francesco che prega davanti a un'edicola. L'angelo è dipinto sfasato, a sottolineare la dimensione di sogno. Amorevole è, anche in questo caso, la cura descrittiva del dettagli. Il piccolo altare ad esempio è illuminato da una lampada tenuta sospesa da una cordicella, e sopra di esso sta un panno di lino e una croce appoggiata. Intarsi cosmateschi decorano qua e là l'architettura.
Come nell'attigua Apparizione di san Francesco su un carro di fuoco, anche in questo caso la visione ultraterrena dei troni ha uno scorcio opposto a quello dell'architettura, amplificando un divario tra sfera celeste e mondo terrestre.